# Edward Reymann
Edward Klemens Antoni Reymann (ur. 23 listopada 1870 w Krakowie, zm. ?) – pułkownik piechoty Wojska Polskiego

## Życiorys
Był zawodowym oficerem piechoty c. i k. Armii. W latach 1912–1913 brał udział w mobilizacji sił zbrojnych Monarchii Austro-Węgierskiej, wprowadzonej w związku z wojną na Bałkanach. Na stopień podpułkownika został mianowany ze starszeństwem z dniem 1 listopada 1916 roku. Jego oddziałem macierzystym był 77 pułk piechoty.
23 listopada 1918 roku został przydzielony do dyspozycji pułkownika Franciszka Latinika, komendanta Okręgu Śląskiego z siedzibą w Cieszynie. Decyzją Dowództwa Okręgu Generalnego w Krakowie został wyznaczony na dowódcę 7 pułku piechoty Ziemi Cieszyńskiej, który przemianowano 8 lutego 1919 na 10 pułk piechoty. Dowódcą pułku był od 6 grudnia 1918 do 27 stycznia 1919. W późniejszym okresie był krótko dowódcą powiatu wojskowego w Cieszynie. Rozkazem z 8 lutego 1919 powierzono mu dowodzenie 11 pułkiem piechoty stacjonującym w Wadowicach. Odszedł z tego stanowiska i dekretem L.1927 z 14 lutego 1920 wyznaczony został do dyspozycji dowództwa frontu litewsko-białoruskiego.
Nie ustalono daty przejścia w stan spoczynku. 26 października 1923 roku Prezydent RP Stanisław Wojciechowski zatwierdził go w stopniu pułkownika. Później został zweryfikowany w tym stopniu ze starszeństwem z dniem 1 czerwca 1919 roku w korpusie oficerów stanu spoczynku piechoty. W 1934 roku pozostawał w ewidencji Powiatowej Komendy Uzupełnień Kraków Miasto. Posiadał przydział do Oficerskiej Kadry Okręgowej Nr V. Był wówczas w „dyspozycji dowódcy Okręgu Korpusu Nr V”.

## Ordery i odznaczenia
- Order Korony Żelaznej 3 klasy z dekoracją wojenną i mieczami
- Krzyż Zasługi Wojskowej 3 klasy z dekoracją wojenną i mieczami
- Signum Laudis Brązowy Medal Zasługi Wojskowej z mieczami na wstążce Krzyża Zasługi Wojskowej
- Signum Laudis Brązowy Medal Zasługi Wojskowej na czerwonej wstążce
- Krzyż Wojskowy Karola
- Krzyż za 25-letnią służbę wojskową dla oficerów
- Brązowy Jubileuszowy Medal Pamiątkowy dla Sił Zbrojnych
- Krzyż Jubileuszowy Wojskowy
- Krzyż Pamiątkowy Mobilizacji 1912–1913